# Maguni Charan Kuanr
Maguni Charan Kuanr (12 de febrero de 1937 – 1 de junio de 2024) fue un titiritero indio conocido por promover el títere de guante, tradicionalmente conocido como Kandhei Nach en el estado de Odisha. En 2023, Maguni fue condecorado con el Padma Shri, la cuarta distinción civil más alta por el Gobierno de India por promover y propagar la forma tradicional de danza con títeres de varilla de Odisha. Previamente, en 2004, le había sido otorgado el Sangeet Natak Akademi Award.

## Primeros años
Nacido el 2 de febrero de 1937 en Keonjhar, Odisha, Shri Maguni Charan Kuanr provino de una familia de titiriteros tradicionales. Fue introducido en el arte del Kandhei Nach, que utiliza títeres de varilla, por su padre, Shri Baishnab Charan Kuanr.

## Trabajo
Maguni Charan Kuanr contribuyó significativamente a reconocer Kandhei Nach más allá de Odisha. Estableció su tropa, 'Utkal Vishwakarma Kalakunja Kandhei Nach', basada en Keonjhar. Shri Kuanr participó en campamentos y talleres organizados por la Odisha Sangeet Natak Akademi y otras instituciones para promover su arte. Su trabajo ha sido documentado por varias agencias en India y en el extranjero.
Como muchos titiriteros tradicionales, creó sus títeres, diseñó los trajes y narró las obras representadas. Los personajes y las historias de Kuanr iban desde la mitología hasta los programas gubernamentales y los problemas sociales.

## Fallecimiento
Kuanr falleció en Keonjhar, Odisha, el 1 de junio de 2024, a la edad de 87 años.

## Premios y honores
- Padma Shri
- Sangeet Natak Akademi Award
- Premio Kabi Surya Upendra Bhanja, el premio más alto de la Odisha Sangeet Natak Akademi[4]